# Vickers VC10
 Vickers VC10 je britansko štirimotorno reaktivno letalo. Izdelovalo ga je podjetje Vickers-Armstrongs (Aircraft) Ltd v maloserijski proizvodnji s samo 54 izdelanimi letali. VC10 je imel med vsemi potniškimi letali najkrajši čas za let med Londonom in New Yorkom, hitrejši je bil samo Concorde
Posebnost VC10 so štirje reaktivni motorji v repu. To konfiguracijo so uporabili 5 let prej na poslovnem letalu Lockheed JetStar in leto kasneje na sovjetskem Iljušin Il-62, ki je malce večji, vendar  po izgledu in sposobnostih precej podoben. 
Uporabljal naj bi se za dolge lete iz kratkih vzletnih stez, kot npr. v Afriki. Uporabljale se ga tudi Kraljeve letalske sile kot leteči tanker

## Tehnične specifikacije(Model 1101)
- Posadka: 4
- Kapaciteta: 151 potnikov
- Dolžina: 158 ft 8 in (48,36 m)
- Razpon kril: 146 ft 2 in (44,55 m)
- Višina: 39 ft 6 in (12,04 m)
- Površina kril: 2 851 ft2 (264,9 m2)
- Prazna teža: 139 505 lb (63 278 kg)
- Maks. vzletna teža: 334 878 lb (151 900 kg)
- Motorji: 4 × Rolls-Royce Conway Mk 301 Turbofan, 22 500 lbf (100,1 kN) vsak

- Maks. hitrost: 580 mph (933 km/h)
- Dolet: 5,850 milj (9 412 km)
- Višina leta (servisna): 43 000 ft (13 105 m)
- Obremenitev kril: 110 lb/ft2 (534 kg/m2)
- Razmerje potisk/teža: 0,27